# Lac du Chabarrou
Le lac du Chabarrou est un lac pyrénéen français situé administrativement dans la commune de Cauterets dans le département des Hautes-Pyrénées, dans le Lavedan en Occitanie.
Le lac a une superficie de 2,1 ha pour une altitude de 2 302 m.

## Géographie
Le lac du Chabarrou est un lac naturel situé dans l'enceinte du parc national des Pyrénées, dans la vallée de Gaube.

### Topographie
|                                | Pic Peyrot (2 703 m) |                                        |
| Pouey Trénous (2 810 m)        | lac du Chabarrou     |                                        |
| Pic Alphonse Meillon (2 930 m) |                      | Refuge des Oulettes de Gaube (2 151 m) |

### Hydrographie
Le lac a pour émissaire le gave des Oulettes de Gaube.

## Protection environnementale
Les lacs sont situés dans le parc national des Pyrénées.

## Voies d'accès
Le lac du Chabarrou est accessible depuis Cauterets en suivant le GR 10 et le sentier HRP le long du gave de Gaube au départ du Pont d'Espagne en passant par le lac de Gaube puis le sentier le long du gave des Oulettes de Gaube  en accédant au refuge des Oulettes de Gaube.